# 十七の夏
「十七の夏」（じゅうしちのなつ）は、1975年6月にリリースされた桜田淳子の11枚目のシングルである。

## 解説
- 1987年にリリースされた小泉今日子のシングル「Smile Again」の間奏で、小泉がオカリナで吹いたメロディーはこの曲の旋律である。

## 収録曲
- 全曲作詞：阿久悠／作曲：森田公一／編曲：竜崎孝路

1. 十七の夏 (3分35秒)
2. 高原物語 (3分21秒)

## カバー
- W（2005年、アルバム『2nd W』）